# Cuitzeo del Porvenir
Cuitzeo del Porvenir es una población mexicana del estado de Michoacán enclavada a orillas del Lago de Cuitzeo en el límite del estado de Michoacán y el estado de Guanajuato. Es cabecera del municipio de Cuitzeo.
Cuitzeo se localiza aproximadamente a 34 km de la ciudad de Morelia, capital del estado de Michoacán y a 30 minutos sobre la carretera Morelia-Salamanca. Se encuentra en las coordenadas 19°58′06″N 101°08′23″O / 19.96833, -101.13972.

## Toponimia
Viene de la lengua purépecha y significa ‘lugar en forma de tinajas’.

## Demografía
Conforme a los resultados del Censo de Población y Vivienda 2020 realizado por el Instituto Nacional de Estadística y Geografía (INEGI), la localidad de Cuitzeo del Porvenir contaba hasta ese año con un total de 10 983 habitantes; de dicha cifra, 5254 eran hombres y 5729 eran mujeres.

## Turismo
Cuitzeo forma parte de los denominados Pueblos Mágicos de la República mexicana, esto debido a que alberga el antiguo convento agustino de Santa María Magdalena, que fue remodelado en su totalidad. Asimismo, varias calles y edificios del pueblo han sido restaurados con motivo de las celebraciones del Bicentenario de la Independencia de México (16 de septiembre de 1810) y del Centenario de la Revolución mexicana (20 de noviembre de 1910). Con el nombramiento de Cuitzeo como pueblo mágico se han hechos diversos eventos culturales en torno a este singular suceso, tales como bailes y obras de teatro.

### Patrimonio histórico
- Conjunto conventual de Santa María Magdalena
- Capilla del Calvario
- Capilla de la Concepción
- Santuario de Nuestra Señora de Guadalupe
- Santuario del Señor de los Cerritos
- Templo de San Pablo
- Templo del Hospitalito

## Hermanamientos
- Sopó, Colombia (2016)[5]